# Tim Hardin
Pour les articles homonymes, voir Hardin.
Tim Hardin (23 décembre 1941 – 29 décembre 1980) est un  musicien folk et compositeur américain, qui a fait partie de la scène folk de Greenwich Village dans les années 1960. Il participa notamment au  festival de Woodstock en 1969.

## Biographie
Hardin nait à Eugene dans l'Oregon. Il quitte le lycée à 18 ans pour entrer dans l'armée (corps des marines). À la fin de son service il part pour New York en 1961, où il suit des cours à l'Académie Américaine d'Arts Dramatiques. Il est renvoyé pour cause d'absentéisme, et commence à se concentrer sur sa carrière musicale en jouant du blues dans le Greenwich Village.
En 1963, il déménage à Boston, où il est remarqué par le producteur Erik Jacobsen, futur producteur de The Lovin' Spoonful, qui arrange une rencontre avec Columbia Records. L'année suivante, il revient au Greenwich Village pour enregistrer pour Columbia ce que la maison de disques considère comme un échec : elle décide de ne pas sortir le disque, jusqu'en 1969, où il sortira sous le titre Tim Hardin IV.
Le premier album de Tim Hardin (Tim Hardin I) sort en 1966 sur Verve Records. Cet album marque la transformation du style de ses débuts (blues traditionnel) en une folk qui restera sa marque de fabrique. Cet album contient Reason to Believe, une chanson que Rod Stewart — entre autres — a reprise.
Tim Hardin II, sorti en 1967, contient l'une de ses chansons les plus connues : If I Were a Carpenter, dont la version de  Bobby Darin en 1966 atteint le top 10 des ventes américaines ; Doc Watson, Johnny Cash et June Carter, Tim Rose ont aussi repris cette chanson, ainsi que le chanteur de reggae John Holt et Joan Baez (qui a aussi repris The Lady Came from Baltimore). Long Chris l'adapte en français pour Johnny Hallyday, sous le titre Si j'étais un charpentier, qui devient un standard de Johnny Hallyday.
En 1969 Tim Hardin obtient l'un de ses rares succès commerciaux avec la reprise d'une chanson de Bobby Darin, A Simple Song of Freedom. Hardin ne part pas en tournée pour promouvoir cet album, son addiction à l'héroïne et sa peur de la scène rendent ses concerts erratiques.
L'album This Is Tim Hardin, qui contient les reprises de The House of the Rising Sun, Blues on the Ceilin'  de Fred Neil, et Hoochie Coochie Man de Willie Dixon, sort en 1967, sur le label Atco. Les notes du livret indiquent que les chansons ont été enregistrées en 1963 - 1964, c’est-à-dire bien avant Tim Hardin I sur Verve Records.
Tim Hardin 3, sorti en 1968, est une compilation d'enregistrements en public et de réenregistrements d'anciennes chansons. Le groupe britannique The Nice reprend sa chanson Hang On to a Dream en 1969 sur leur album Nice. Sa reprise de Bird on a Wire de Leonard Cohen en 1971 est restée célèbre ; Rick Nelson reprend sa chanson Red Balloon ; les Small Faces et Tim Rose ont aussi repris If I Were a Carpenter. Sa chanson Black Sheep Boy a été reprise par Scott Walker et Paul Weller, ainsi que Okkervil River, groupe texan sur l'album Black Sheep Boy. Pendant les années qui suivent, Tim Hardin voyage entre l'Angleterre et les États-Unis. Son addiction à l'héroïne prend le dessus, à l'époque de la sortie de son dernier album Nine (1973). Il meurt le 29 décembre 1980 à Los Angeles en Californie d'une overdose de morphine et d'héroïne. Tim Hardin est enterré au cimetière Twin Oaks de Turner dans l'Oregon.